# Татарськ (Монастирщинський район)
Татарськ (рос. Татарск) — село в Монастирщинському районі Смоленської області Росії. Входить до складу Татарського сільського поселення.
Населення — 332 особи (2007).

## Розташування
Розташоване в західній частині області на лівому березі річки Городня за 20 км на південний захід від районного центру, смт Монастирщина.

## Історія
Поселення згадується з XVI сторіччя як прикордонний пост Речі Посполитої Татарська слобода.